# Амброзије Аурелијан
Амброзије Аурелијан (лат. Ambrosius Aurelianus) био је вођа Брита у време англосаксонског освајања Британије, крајем 5. или почетком 6. века.

## Подаци о животу
Најранији подаци о Амброзију Аурелијану долазе од келтско-британског хроничара Гилде Мудрог, у његовом спису О уништењу Британије (лат. De Excidio Britanniae), писаном средином 6. века. Гилда наводи да је Амброзије био једини Римљанин племенитог порекла који је преживео најезду варвара (Саксонаца) на Британију, у којој су му родитељи страдали, и први повео хришћанске Брите у борбу против освајача. Под његовим вођством хришћани су повратили снагу и постигли више победа. Гилда велича његову храброст, скромност и побожност, за разлику од његових наследника, својих савременика. Што се тиче времена када је живео, Гилда га смешта у генерацију својих дедова, и датира последњу велику победу Брита код Бадона у време свог рођења, 44 године од доласка Саксонаца. Пошто су, по Гилдасу, Саксонци дошли у Кент 40 година након одласка Римљана (410), у време римског конзула Аеција (391−454) - дакле око 450. године, то би ставило битку код Бадона (и Гилдасово рођење) у 494. годину.
Док неки историчари виде у Амброзију историјску основу краља Артура, Едвард Гибон сматра их различитим особама.